# Amalafrida
Amalfrida var en vandalisk drottning på 500-talet, och syster till den östgotiske kungen Teoderik den store.
Amalfrida blev år 500 bortgift med vandalernas kung Trasamund (död 523) för att främja dennes plan att bilda koalition mellan de större germanska staterna. Hans efterträdare Hilderik började föra en fientlig politik gentemot östgoterna och lät 523 fängsla Amalfrida. På grund av detta bröt det ut svåra strider mellan vandalerna och östgoterna. Amalfrida dog i fängelset.